# Pasar Jitra
Pasar Jitra is een bestuurslaag in het regentschap Bengkulu van de provincie Bengkulu, Indonesië. Pasar Jitra telt 1030 inwoners (volkstelling 2010).